# Firmicutes
Firmicutes – typ pospolitych, w większości Gram-dodatnich bakterii. 
Należą do nich niektóre laseczki, dwoinki i bakterie mlekowe. Opisano dotąd (2001) 2151 gatunków hodowalnych. Mają udział w rozkładzie biopolimerów, mogą produkować toksyny

## Systematyka
Wyróżnia się następujące klasy
- Bacilli
- Clostridia[3]
- Mollicutes
- Erysipelotrichia[3]